# Parma Associazione Sportiva 1942-1943
Questa voce raccoglie le informazioni riguardanti il Parma Associazione Sportiva nelle competizioni ufficiali della stagione 1942-1943.

## Stagione
La stagione 1942-43 è stata trionfale per i ducali del Parma. Alfredo Mattioli riprende in mano la squadra dopo una breve parentesi con Italo Defendi, ed è un rullo compressore che travolge tutti, vince alla grande il proprio girone, poi nel girone finale per la promozione solo la Pro Gorizia fa meglio dei crociati, secondi a pari merito con il Verona, devono giocarsi uno spareggio con i veneti che si disputa a Brescia il 13 giugno 1943, i ducali lo vincono (2-0) ed è la promozione in Serie B. Incredibile il bottino di reti di Luciano Degara autore di 32 reti realizzate in 26 partite di campionato, consistenti anche i contributi di 20 reti messe a segno da Mario Bocchi e da Angelo Gardini con 16 centri. 
La promozione conquistata meritatamente sul campo è persa a tavolino per un illecito sportivo nella partita con il Lecce del 23 maggio. Il Parma in estate viene prima deferito per tentata corruzione ed in seguito condannato per illecito sportivo. Ma è la guerra che continua a sconvolgere il territorio italiano, al termine di questa stagione anche il calcio "ufficiale" è costretto alla resa e vengono sospesi i campionati.

## Rosa
| N. |                    | Ruolo | Calciatore             |
| -- | ------------------ | ----- | ---------------------- |
| -  | Italia (bandiera)  | C     | Ezio Amadei            |
| -  | Italia (bandiera)  | A     | Mario Bocchi           |
| -  | Italia (bandiera)  | P     | Renzo Cavallina        |
| -  | Italia (bandiera)  | D     | Piero Cavasonza        |
| -  | Italia (bandiera)  | C     | Goffredo Colombi       |
| -  | Italia (bandiera)  | P     | Albano Corradi         |
| -  | Italia (bandiera)  | D     | Alfredo Dall'Aglio     |
| -  | Italia (bandiera)  | A     | Luciano Degara         |
| -  | Italia (bandiera)  | A     | Giuseppe Carlo Ferrari |
| -  | Uruguay (bandiera) | C     | Ricardo Frione         |
| -  | Italia (bandiera)  | A     | Angelo Gardini         |

| N. |                   | Ruolo | Calciatore         |
| -- | ----------------- | ----- | ------------------ |
| -  | Italia (bandiera) | A     | Bruno Gazza        |
| -  | Italia (bandiera) | P     | Corrado Giovannini |
| -  | Italia (bandiera) | C     | Gino Giuberti      |
| -  | Italia (bandiera) | C     | Venuto Lombatti    |
| -  | Italia (bandiera) | A     | Enzo Loni          |
| -  | Italia (bandiera) | C     | Gino Lucchini      |
| -  | Italia (bandiera) | C     | Enzo Melandri      |
| -  | Italia (bandiera) | C     | Carlo Negri        |
| -  | Italia (bandiera) | C     | Aldo Raccone       |
| -  | Italia (bandiera) | D     | Duilio Setti       |

## Risultati

### Serie C

#### Girone di andata
| Arbitro: | Neri (Vicenza) |

|                   |           |                        |
| Alfredo Notti 52’ | Marcatori | 35’ Ferrari 80’ Degara |

| Arbitro: | Rossi (Cremona) |

|                                                                 |           |  |
| Degara 9’, 16’, 29’ Frione 39’, 68’ Gardini 41’ Dagara 53’, 54’ | Marcatori |  |

| Arbitro: | Da Broj (Forlì) |

|                        |           |                  |
| Boffardi 46’ Zecca 86’ | Marcatori | 26’, 63’ Gardini |

| Arbitro: | Piselli (Firenze) |

|                              |           |  |
| Degara 31’, 63’ Melandri 62’ | Marcatori |  |

| Arbitro: | Bonamartini (Firenze) |

|  |           |                       |
|  | Marcatori | 41’, 43’, 54’ Ferrari |

| Arbitro: | Da Broj (Forlì) |

|                              |           |  |
| Melandri 47’, 71’ Bocchi 51’ | Marcatori |  |

| Arbitro: | Verrocchio (Pescara) |

|            |           |                        |
| Rivola 68’ | Marcatori | 63’ Gardini 85’ Degara |

| Arbitro: | Piglione (Reggio Emilia) |

|                                                                                          |           |  |
| Gardini 33’ Bocchi 36’, 52’, 58’ Melandri 40’ Ferrari 55’, 76’ Bocchi 72’, 78’, 82’, 85’ | Marcatori |  |

| Arbitro: | Sverzellati (Piacenza) |

|                            |           |                                        |
| Arcari II 3’ De Santis 19’ | Marcatori | 2’ Bocchi 9’, 43’ Melandri 84’ Gardini |

| Arbitro: | Piccinelli (Modena) |

|              |           |                                  |
| Avanzini 32’ | Marcatori | 16’ Gardini 67’, 69’, 80’ Bocchi |

| Arbitro: | Bertolini (Reggio Emilia) |

|                                                             |           |  |
| Lombatti 30’ Bocchi 42’, 66’ Ferrari 75’ (rig.) Gardini 80’ | Marcatori |  |

#### Girone di ritorno
| Arbitro: | Grattarola (Bologna) |

|                             |           |  |
| Gardini 20’, 34’ Bocchi 71’ | Marcatori |  |

| Lugo di Romagna 10 gennaio 1943 13ª giornata | Baracca Lugo | – A Tav. | Parma |  |

| Arbitro: | Mondani (Milano) |

|                                 |           |  |
| Degara 3’, 13’, 74’ Ferrari 46’ | Marcatori |  |

| Arbitro: | Martelli (Livorno) |

|                |           |                              |
| Galimberti 76’ | Marcatori | 10’, 26’ Degara 49’ Melandri |

| 31 gennaio 1943 16ª giornata | Parma | – A Tav. | Amatori Bologna |  |

| Arbitro: | Bonamartini (Firenze) |

|              |           |  |
| Rambaldi 59’ | Marcatori |  |

| Arbitro: | Zangrilli (Padova) |

|                                 |           |  |
| Ferrari 3’ Gazza 39’ Bocchi 60’ | Marcatori |  |

| Arbitro: | Bigozzi (Firenze) |

|  |           |                                                                               |
|  | Marcatori | 2’ Melandri 20’, 63’, 85’ Bocchi 28’, 43’, 67’ Degara 73’ Ferrari 77’ Gardini |

| Arbitro: | Grattarola (Bologna) |

|                                                                                          |           |  |
| Degara 8’, 41’ Frione 20’, 72’ Gardini 44’ Degara 52’, 59’, 62’ Ferrari 76’ Lombatti 82’ | Marcatori |  |

| Arbitro: | Panciatici (La Spezia) |

|                               |           |              |
| Gardini 19’, 73’ Giuberti 90’ | Marcatori | 55’ Gandolfi |

| Arbitro: | Piselli (Firenze) |

|             |           |                             |
| Borsari 70’ | Marcatori | 2’, 12’ Degara 33’ Melandri |

#### Finali

##### Girone di andata
| Verona 4 aprile 1943 1ª giornata | Verona           | 0 – 0 | Parma | Stadio Marcantonio Bentegodi\| Arbitro: \| Carpani (Milano) \| |
| Arbitro:                         | Carpani (Milano) |       |       |                                                                |

| Arbitro: | Goracci (Firenze) |

|            |           |  |
| Frione 92’ | Marcatori |  |

| Arbitro: | Tonnetti (Roma) |

|          |           |  |
| Torri 1’ | Marcatori |  |

| Arbitro: | Tibaldi (Savona) |

|                            |           |                         |
| Degara 6’, 89’ Ferrari 10’ | Marcatori | 35’ Piazza 55’ Rossetti |

| Arbitro: | Scotto (Savona) |

|  |           |            |
|  | Marcatori | 65’ Degara |

##### Girone di ritorno
| Arbitro: | Bianchi (Firenze) |

|                                   |           |                   |
| Colombi 7’ Ferrari 15’ Degara 42’ | Marcatori | 14’, 70’ Sabadini |

| Arbitro: | Camiolo (Milano) |

|                         |           |  |
| Dal Pont 36’ Pavesi 73’ | Marcatori |  |

| Arbitro: | Cipriani (Milano) |

|             |           |                        |
| Ferrari 66’ | Marcatori | 59’ Torri 91’ Anguilla |

| Arbitro: | Scotti (Taranto) |

|            |           |                       |
| Renica 81’ | Marcatori | 74’ Loni 87’ Lombatti |

| Arbitro: | Tibaldi (Savona) |

| |           |  |
| Degara 5’, 11’, 26’ Melandri 22’ Loni 28’, 54’ Gardini 30’ Bocchi 70’ Loni 58’, 72’, 82’ Colombi 74’ | Marcatori |  |

##### Spareggio promozione
| Arbitro: | Bertolio (Torino) |

|  |           |                       |
|  | Marcatori | 3’ Gardini 60’ Degara |